# Alfried Krupp (Schiff)
Die Alfried Krupp ist ein ehemaliger Seenotrettungskreuzer der Deutschen Gesellschaft zur Rettung Schiffbrüchiger. Das Schiff der 27,5-Meter-Klasse wurde besonders durch ein Unglück am 1. Januar 1995, bei dem zwei Besatzungsmitglieder in der Nordsee ums Leben kamen, bekannt. Nach der Außerdienststellung im Jahr 2020 wurde das Schiff an die Fuerzas Armadas del Uruguay verkauft und am 17. November 2023 als ROU 53 Isla Farallón in Dienst gestellt.

## Geschichte
Das Schiff wurde 1988 von der Fr. Lürssen Werft in Bremen-Vegesack unter Baunummer 13526 gebaut. Die DGzRS-interne Bezeichnung lautet KRS 18. Getauft wurde der Kreuzer in Bremen-Vegesack am 14. Juni 1988 auf den Namen von Alfried Krupp, dem Gründer der Alfried Krupp von Bohlen und Halbach-Stiftung, die wesentliche Mittel zum Bau, sowie zur Reparatur nach dem Unglück von 1995 zur Verfügung gestellt hatte. Die Alfried Krupp war mit dem Tochterboot Glückauf ausgerüstet worden, das 1988 von Fassmer in Berne unter der Baunummer 1060 gebaut wurde. Dieses erhielt die interne Bezeichnung KRT 18. Die Glückauf ist eine verbesserte Ausführung der Tochterboote für die vorher gebauten 27,5-m-Kreuzer Berlin und Hermann Helms.
Ab dem 1. Juni 1988 war die Alfried Krupp auf Borkum stationiert, wo sie die bis zu diesem Zeitpunkt dort liegende Georg Breusing ablöste. Am 24. April 2020 wurde sie von dem Neubau Hamburg ersetzt.
Vor ihrer endgültigen Stilllegung am 1. Mai 2020 leistete das Schiff einen Kurzeinsatz bei der Seenotrettungsstation Amrum ab und übernahm dort die Vertretung der Ernst Meier-Hedde, die zu einem Werftaufenthalt nach Rostock musste.
Nach ihrer endgültigen Außerdienststellung in Deutschland ging die Alfried Krupp an die uruguayische Marine. Nachdem ein Deckstransport auf einem Frachtschiff aufgrund der COVID-19-Pandemie sowie steigenden Frachtkosten gescheitert war, wurde die Überführung auf eigenem Kiel durch eine Freiwilligenbesatzung der DGzRS geplant. Das Auslaufen aus Rostock, wo die DGzRS den Kreuzer für die Reise vorbereitete, wurde für den 1. September 2023 vorgesehen. Am 17. November 2023 wurde das Schiff in La Paloma als ROU 53 Isla Farallón, benannt nach Isla Farallón, in Dienst gestellt.

## Unglück vom 1./2. Januar 1995

### Unglücksverlauf
Am Sonntag, dem Neujahrstag des Jahres 1995, zog ein schwerer Orkan mit Windgeschwindigkeiten von bis zu 100 km/h über die 7 Grad kalte Nordsee. Der norwegische Frachter Linito setzte vor der Küste von Texel einen Notruf ab. Durch den Seegang war seine Ladung verrutscht und er drohte zu kentern. Daraufhin liefen zuerst die niederländischen Seenotretter von der Insel Terschelling und dem Hafen Lauwersoog aus. Während die Rettungsmänner noch auf Anfahrt waren, gelang es einem schwedischen Frachter, die fünfköpfige Mannschaft der Linito an Bord zu nehmen.
Durch die zunehmend höher werdende See stürzte ein niederländischer Rettungsmann über Bord. Sofort wurde auf dem Lauwersooger Seenotrettungsboot Gebroeders Luden der Seenotruf „Mann über Bord“ abgesetzt.
Dieser wurde um 19:40 Uhr von der Alfried Krupp empfangen. Der Kreuzer lief routinemäßig mit der Leistung aller drei Hauptmaschinen in das Suchgebiet im niederländischen Wattenmeer aus. Der Vormann auf dieser Fahrt war der 53-jährige Bernhard Gruben, der als sehr erfahrener Rettungsmann bereits auf anderen Einheiten der DGzRS gearbeitet hatte.
Um 22:10 Uhr wurde der über Bord gegangene Rettungsmann von einem Hubschrauber gesichtet und gerettet.
Nach der glücklichen Meldung wurde auf der Alfried Krupp die Hauptmaschine abgeschaltet und die beiden Seitenmaschinen lieferten die Kraft für die Rückfahrt. Auf der Nordsee herrschte noch immer ein nordwestlicher Wind um 9 Beaufort. Vormann Gruben befand sich zu dieser Zeit angeschnallt auf der Backbordseite des oberen offenen Fahrstandes. Neben ihm auf der Steuerbordseite saß der Maschinist Theo Fischer. Der Rettungsmann Dittrich Vehn besetzte den unteren, geschlossenen Fahrstand. Der Zweite Vormann Bernd Runde lag verletzt in seiner Kammer, da er sich auf der Fahrt ins Suchgebiet bei starker Krängung des Schiffes den Kopf gestoßen hatte.
Der Kreuzer befand sich etwa zwei Seemeilen westlich der Westerems-Ansteuerungstonne, als um 22:14:38 Uhr (lt. Aussage Bernd Runde im Dokumentarfilm) eine sehr hohe seitliche Grundsee das Schiff traf. Die Alfried Krupp kenterte 360° durch. Die Rolle knickte den Signalmast und die Suchscheinwerfer ab. Die seefesten Scheiben des unteren Fahrstandes wurden aus ihren Verankerungen gedrückt. Theo Fischer, der sich (notgedrungen ungesichert) auf dem Weg zum Maschinenraum befand, wurde von Bord gerissen. Die beiden anderen Rettungsmänner, die sich unter Deck befanden, wurden verletzt und standen unter Schock. Auch Bernhard Gruben wurde verletzt, befand sich aber noch im oberen Fahrstand.
Durch die Rolle schalteten sich die beiden Seitenmaschinen wegen mangelnden Öldrucks und Überdrehzahl automatisch ab. Die Alfried Krupp lag nun manövrierunfähig in den Wellen. Durch ein UKW-Funkgerät gelang es den Seenotrettern noch den Notruf „Mayday, Mayday, Mayday“ zu funken, danach fiel die gesamte Elektronik aus und der Funkkontakt brach ab.
Um 22:40 Uhr, etwa 26 Minuten nach dem Unglück, sichtete ein SAR-Hubschrauber den bei der Hubertgat-Tonne vor Borkum treibenden Kreuzer.
Gegen 22:50 Uhr lief der auf Norderney stationierte Seenotrettungskreuzer Otto Schülke unter Vormann Peter Saß aus.
Um 23:50 Uhr schwebte ein Hubschrauber über dem Havaristen und versuchte, trotz Windstärke 11, die Seenotretter zu bergen. Da das Schiff immer wieder von hohen Wellen erfasst wurde, rollte es bis zu 100°. Der Kreuzer richtete sich zwar immer wieder auf, doch eine Rettung war unter diesen Umständen so gut wie unmöglich. Obwohl Vormann Gruben in Laufschienen eingehakt war, wurde er durch weitere, sehr hohe Wellen von Bord gespült.
Kurz nach 2 Uhr trafen die ersten Rettungseinheiten ein. Dem niederländischen Rettungsboot Jan von Engelenburg gelang es, einen Rettungsmann auf die Alfried Krupp zu überbringen. Die Otto Schülke stellte eine Leinenverbindung zum Kreuzer her. Gemeinsam konnte das beschädigte Schiff nach Eemshaven geschleppt werden. Die beiden Verletzten wurden in ein Krankenhaus gebracht. Nun begann die Suche nach den zwei über Bord gegangenen Seenotrettern. Schiffe der DGzRS, des Zolls, der Küstenwache und der Marine durchkämmten systematisch ein Gebiet von 250 Quadratmeilen.
Nach zwei Tagen wurde die Suche erfolglos eingestellt. Traurige Gewissheit gab es erst Ende Februar, als die Leiche von Bernhard Gruben am Strand von Juist gefunden wurde. Die Leiche von Theo Fischer fand man im August 1995 bei Borkum.

### Unglücksursache
Untersuchungen des verunglückten Schiffes ließen darauf schließen, dass die Alfried Krupp Opfer einer Grundsee geworden war, die im Mittel eine Höhe von bis zu 13 Metern aufbrachte. Dabei muss man berücksichtigen, dass diese Werte nur Mittelwerte sind und die tatsächliche Höhe der Welle, die das Schiff traf, unbekannt bleibt. In derselben Nacht wurde von einer Messanlage an der norwegischen Draupner-Plattform eine einzelne Welle mit einer Höhe von 18,5 Metern aufgezeichnet. Diese Welle ist seitdem als Draupnerwelle bekannt und belegte erstmals die Existenz sogenannter Freak Waves. Eine solche Welle könnte selbst deutlich größere Schiffe ernsthaft in Gefahr bringen.

### Folgen
Der bei dem Unfall schwer beschädigte Kreuzer wurde repariert und umgebaut. Im Rahmen des Umbaus wurde er mit einem neuen geschlossenen oberen Fahrstand versehen. An dessen Steuerbord-Rückseite wurde für spezielle Manöver (Längsseitsgehen an einen Havaristen, An- bzw. Ablegen usw.) oder Einsätze, bei denen die Rettungsmänner auf akustische Wahrnehmungen von außen angewiesen waren, ein kleiner Außenfahrstand mit einem Minimum an Manövrierhilfen eingerichtet. Der bis dahin vorhandene untere Fahrstand entfiel, so dass im vorderen Teil des unteren Decksaufbaus Platz frei wurde. Dort befanden sich fortan die Messe sowie dahinter das Bordhospital mit veränderter Anordnung der Schränke mit der medizinischen Ausrüstung. Außerdem wurde im unteren Deckshaus ein neuer Niedergang zum Maschinenraum eingebaut, der somit ohne ein Verlassen des Aufbaus zu erreichen war.
Die Neubauten Bernhard Gruben und Theo Fischer wurden nach DGzRS Tradition nach den auf See gebliebenen Seenotrettern benannt. Auch erinnert ein Gedenkstein auf Borkum an die verstorbenen Rettungsmänner der Orkannacht 1995.

## Besonderheiten
Am 4. Dezember 2007 kam es während eines Einsatzes zur Geburt eines Jungen auf dem Seenotkreuzer.

## Bilder

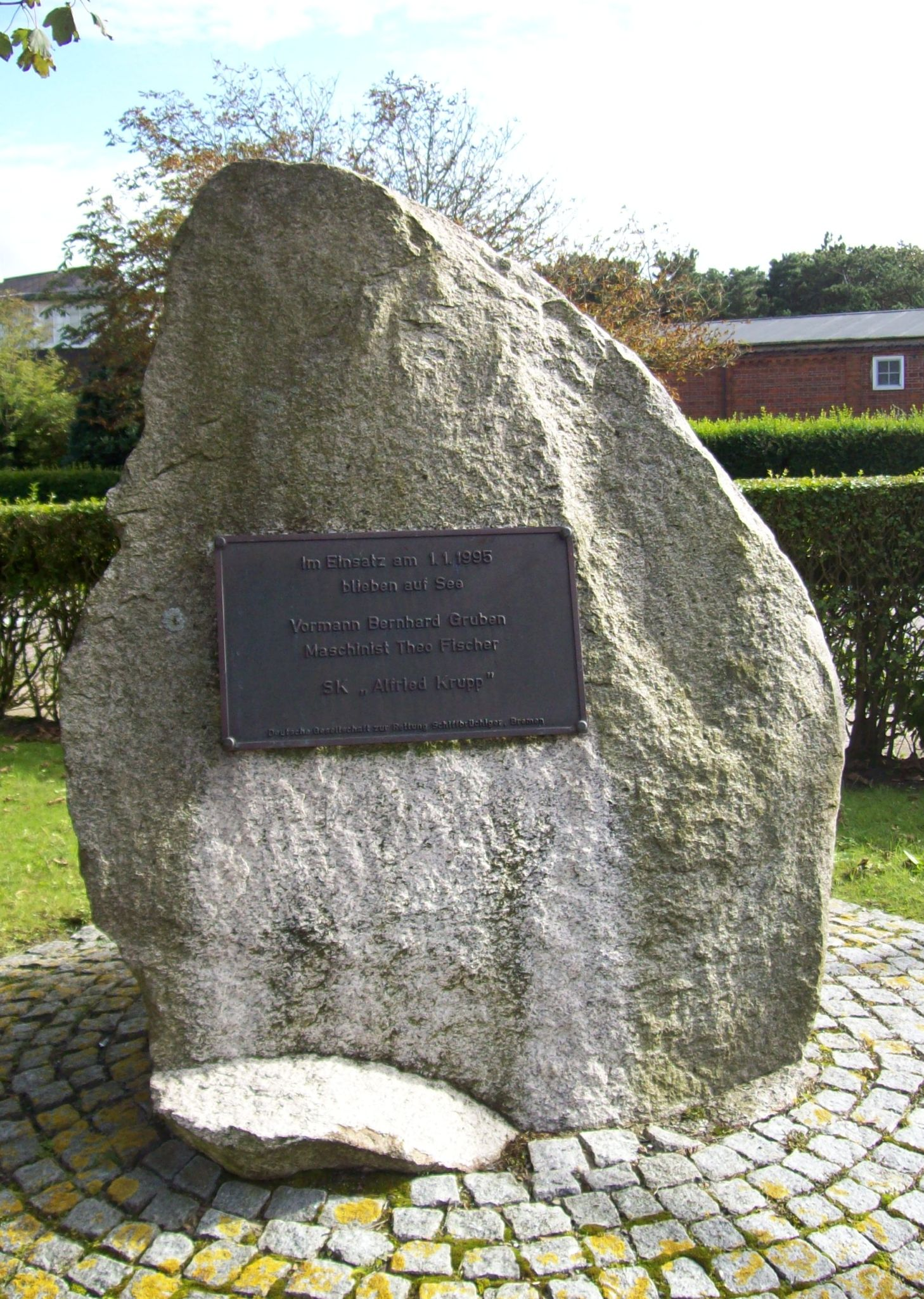
Gedenkstein auf Borkum
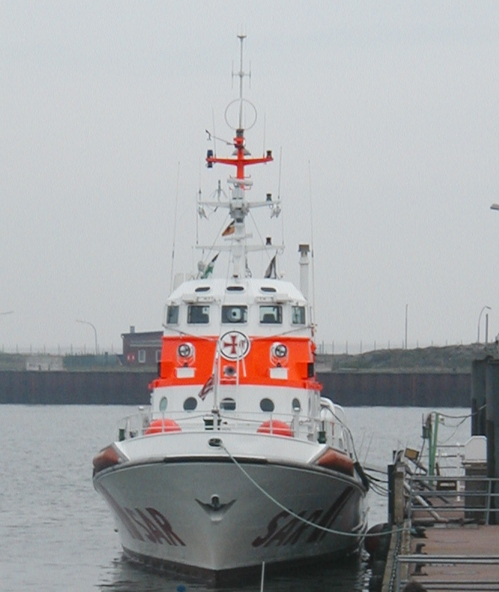
Am Liegeplatz auf Borkum
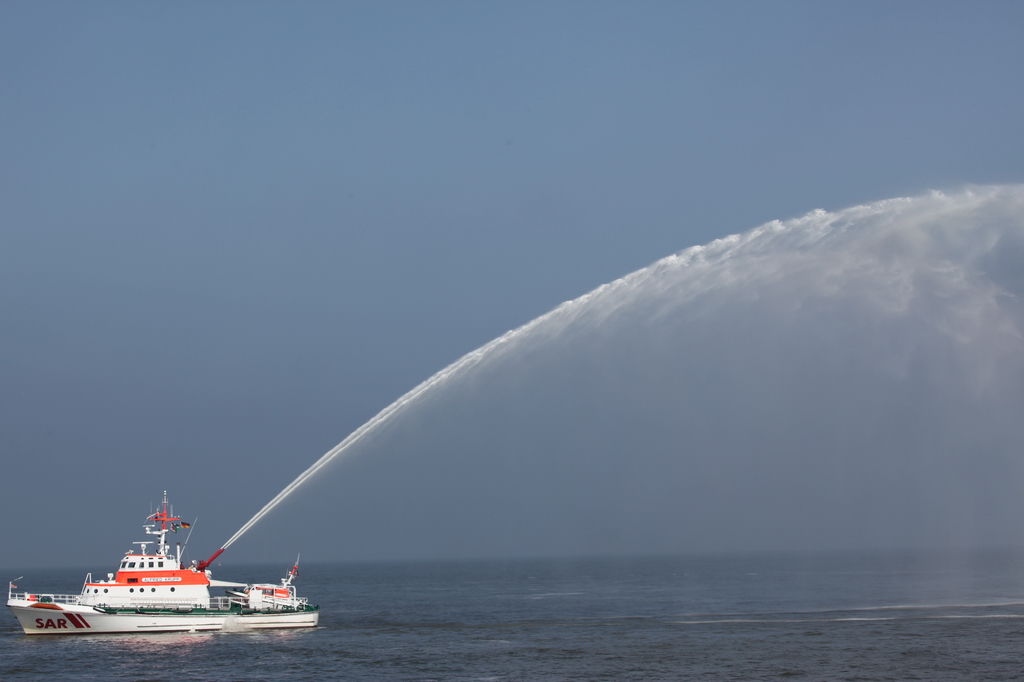
Feuerlöschübung
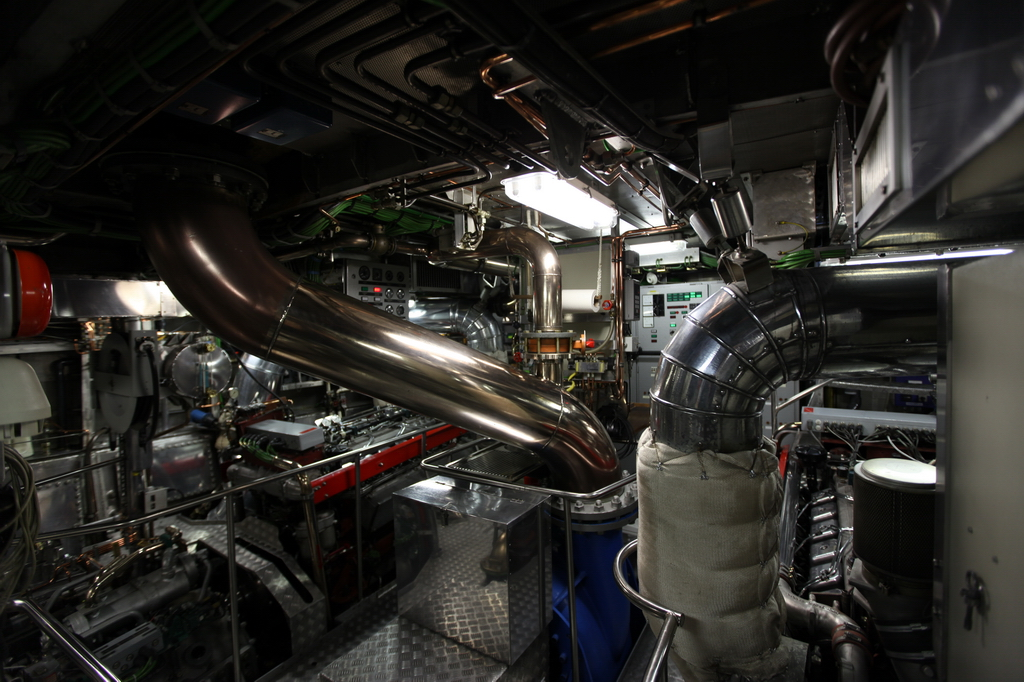
Maschinenraum

## Schwesterschiffe
- Berlin
- Hermann Helms
- Vormann Steffens
- Arkona
- Bremen